# La Femme des autres

La Femme des autres est un téléfilm français réalisé par Jean Marbœuf, diffusé en 1991.

## Synopsis
Anna (Évelyne Bouix) et François (Michel Duchaussoy) vivent dans une petite ville de province. Ils sont mariés, le couple a deux enfants; alors que lui est procureur, Anna, pendant son temps libre fait de la musique, et donne de temps à autre des concerts avec trois autres musiciens dans des prisons. Un soir, après avoir été accueillie par des insultes grivoises et des quolibets grossiers de la part des détenus, Anna, en sortant de la prison, est renversée par une voiture. Transportée à l'hôpital, elle y fait la connaissance de Christine (Anne-Marie Philipe), une infirmière, qui lui avoue tenir une correspondance érotique avec des détenus, leur envoyant régulièrement écrits salaces et photos suggestives, voire dénudées. Anna est troublée par cette révélation et, une fois sortie de l'hôpital, décide, elle aussi, d'imiter Christine. Ainsi, à défaut d'une demeure luxueuse c'est dans le décor d'une chambre glauque qu'elle écrit ses lettres grivoises, tout en se masturbant, et se prend en photos en lingerie et même entièrement nue, dans des poses impudiques. Elle correspond avec un détenu, Jacky (Jean-Luc Moreau), sans danger se dit-elle, car sous les verrous. Mais à sa sortie de prison, Jacky ne comprendra pas qu'elle refuse ses sensuelles promesses épistolaires. Malgré tout, Anna ne peut s'empêcher de continuer ce jeu de séduction auprès d'autres prisonniers...

## Fiche technique
- Réalisateur : Jean Marbœuf
- Scénario : Philippe Viard
- Musique : Georges Garvarentz
- Dates de diffusion : le 23 février 1991 sur Canal+.
- Durée : 85 minutes.

## Distribution
- Évelyne Bouix : Anna Morignac
- Michel Duchaussoy : François
- Philippe Volter : Rocco
- Anne-Marie Philipe : Christine
- Jean-Luc Moreau : Jacky
- Philippe Lemaire : Montgaillard
- Denis Manuel : Dentz